# Vervò
Vervò este o comună din provincia Trento, regiunea Trentino-Alto Adige, Italia, cu o populație de 729 de locuitori și o suprafață de 15.21 km².

## Demografie
Format:Demografia/Vervò